# Municipio de La Font
El municipio de La Font (en inglés: La Font Township) es un municipio ubicado en el condado de Nueva Madrid en el estado estadounidense de Misuri. En el año 2010 tenía una población de 825 habitantes y una densidad poblacional de 5,8 personas por km².

## Geografía
El municipio de La Font se encuentra ubicado en las coordenadas 36°30′4″N 89°39′18″O / 36.50111, -89.65500. Según la Oficina del Censo de los Estados Unidos, el municipio tiene una superficie total de 142.21 km², de la cual 138,64 km² corresponden a tierra firme y (2,51 %) 3,57 km² es agua.

## Demografía
Según el censo de 2010, había 825 personas residiendo en el municipio de La Font. La densidad de población era de 5,8 hab./km². De los 825 habitantes, el municipio de La Font estaba compuesto por el 85,33 % blancos, el 12 % eran afroamericanos, el 0,36 % eran amerindios, el 0,12 % eran isleños del Pacífico, el 0,12 % eran de otras razas y el 2,06 % eran de una mezcla de razas. Del total de la población el 1,33 % eran hispanos o latinos de cualquier raza.